# Леошть (Тетерень, Васлуй)
Леошть, Леошті (рум. Leoști) — село у повіті Васлуй в Румунії. Входить до складу комуни Тетерень.
Село розташоване на відстані 286 км на північний схід від Бухареста, 16 км на схід від Васлуя, 61 км на південний схід від Ясс, 137 км на північ від Галаца.

## Населення
За даними перепису населення 2002 року у селі проживали 304 особи, усі — румуни. Усі жителі села рідною мовою назвали румунську.